# Da Uzi
Da Uzi, pseudonimo di Davy Ngoma Di Malonda (Angers, 29 agosto 1992), è un rapper francese di origine congolese.

## Biografia
Nasce ad Angers da genitori congolesi. Cresce fra Villemomble e Villeparisis ed altri paesi della Senna e Marna. In seguito si trasferisce per un anno a Poitiers per studi sportivi, prima di stabilirsi definitivamente a Sevran. Fu imprigionato varie volte prima del 2016, dopo aver cominciato a scrivere vari testi.
Firma con la Warner Music France a fine 2017 e pubblica il mixtape Mexico, dove collabora con vari artisti della scena rap francese, quali Ninho, Sadek e Kaaris. Il 3 aprile 2020 pubblica il primo album in studio, dal titolo Architecte, successivamente certificato disco d'oro. Il 23 luglio 2021 è la volta di Vrai 2 vrai, album di 17 tracce che vede la partecipazione di rapper come Freeze Corleone, Heuss l'Enfoiré e MHD.
Il suo terzo album, intitolato Le chemin des braves, viene pubblicato il 1º aprile 2022.

## Discografia

### Album in studio
- 2020 – Architecte
- 2021 – Vrai 2 vrai
- 2022 – Le chemin des braves
- 2025 – Original Gangsta

### Mixtape
- 2014 – Sans prétention vol.1
- 2019 – Mexico

### Singoli
- 2017 – Coupette
- 2018 – Nounou (feat. Maes)
- 2018 – Voilà
- 2018 – 2kil de coke
- 2018 – C'est la même thème (feat. 13 Block)
- 2018 – Noir
- 2018 – Plavon
- 2018 – OKLM Freestyle, pt. 1
- 2019 – Tout c'que t'as (con Juicy P)
- 2019 – WeLaRue 1 (Gotham)
- 2019 – WeLaRue 3 (vilain)
- 2019 – WeLaRue 4 (laisse)
- 2019 – Plus belle la vie
- 2020 – Le dire (feat. Maes)
- 2020 – Rap Game (feat. Chily)
- 2020 – En avance
- 2020 – Booska New York
- 2020 – Autre part
- 2020 – Boys Band
- 2020 – WeLaRue 5 (freestyle)
- 2020 – WeLaRue 6 (piano)
- 2021 – Eazy-E
- 2021 – La vie du binks (feat. Hornet La Frappe, Leto, Sadek, Soprano)
- 2021 – Plus d'amour (con L'Allemand)
- 2021 – Fermez-la
- 2021 – L'impasse
- 2021 – 27 (feat. Freeze Corleone)
- 2021 – Outils (con Lamatrix)
- 2021 – Dans la zone (con Bigur)
- 2022 – Hmmm (laisse tomber)
- 2022 – Booska braves
- 2022 – 4.4.2 (freestyle générations)
- 2022 – On se reverra plus (feat. Gazo)
- 2022 – Texte noir
- 2022 – Trafiquanté (con G.G.A e ATA)
- 2022 – WeLaRue 7
- 2022 – Avec les temps
- 2023 – C'est la rue
- 2023 – C'est la cité
- 2023 – WeLaRue 8
- 2023 – Plaque PL (con Kabe)
- 2023 – La ruée vers l'or
- 2023 – Désert (con Mac Tyer)
- 2023 – WeLaRue 9
- 2024 – Michael Jordan
- 2024 – Au bout des mots
- 2024 – Démon (con Trafiquinte)
- 2024 – Reste solo
- 2024 – WeLaRue 10 (casino royale)
- 2024 – West Coast